# Théorie de l'action
Pour l’article homonyme, voir Théorie de l'action (Norman) pour la théorie de l'action développée par Donald Norman.
La théorie de l'action est l'étude de la nature de l'action humaine, qu'elle soit individuelle ou collective. Les différentes disciplines qui s'intéressent à la théorie de l'action sont la philosophie de l'action, la sociologie de l'action ainsi que l'économie (par exemple dans le cadre de théorie de la décision ou de la théorie du choix rationnel).
Les différentes branches de la théorie de l'action sont :
- la méta-théorie de la théorie de l'action objet avant tout de la philosophie et plus particulièrement de la philosophie analytique ;
- la théorie de l'action rationnelle (comme la théorie des jeux ou la théorie du choix rationnel par exemple) ;
- la théorie empirique de l'action qui décrit les comportements des individus ou groupes sociaux (comme la sociologie de l'action par exemple) ;
- la théorie de l'action normative dont l'éthique représente le type le plus riche et le plus ancien.

## La sociologie de l'action
L'agir social (activement ou par omission), c'est la manifestation de l'implication des individus dans la société. Les individus sont des êtres historiquement et socialement contraints notamment par l'ordre social (institutions, traditions, organisations, routines) mais ces individus changent par leur action et leur rapport à cette contrainte. Par les actions que les individus mènent, ceux-ci se (re)placent comme acteur social dans la société.
Sous le concept de théorie de l'action on pourra ranger différentes approches sociologiques.
Des approches d'auteurs classiques :
- La typologie des déterminants de l'action de Max Weber
- La théorie des typifications d'Alfred Schütz
- Le structuro-fonctionnalisme de Talcott Parsons
- L'actionnisme de Raymond Boudon
- La théorie de l'habitus et des champs de Pierre Bourdieu

Des courants de pensée :
- Sociologie compréhensive
- Ethnométhodologie
- Interactionnisme symbolique
- Individualisme méthodologique
- Théorie du choix rationnel
- Sociologie des logiques d'action